# Proagonistes mystaceus
Proagonistes mystaceus är en tvåvingeart som beskrevs av Stanley Willard Bromley 1930. Proagonistes mystaceus ingår i släktet Proagonistes och familjen rovflugor.
Artens utbredningsområde är Kenya. Inga underarter finns listade i Catalogue of Life.